# Корабль измерительного комплекса
Корабль измерительного комплекса (КИК) — серия специальных кораблей советского Военно-морского флота, предназначенных для контроля параметров полёта ракет на различных отрезках траектории, как продолжение наземных научно-измерительных пунктов и обеспечения испытаний МБР на предельной дальности. Также корабли этой категории оснащены оборудованием для обеспечения приводнения и подъёма спускаемых аппаратов космических станций.
По классификации НАТО — Missile Range Instrumentation Ship.

## История
Идея использования морских кораблей для испытаний МБР на конечном участке траектории принадлежит С. П. Королёву. Разработка научно-исследовательской работы была поручена 4-му научно-исследовательскому институту Министерства обороны СССР под грифом НИР «Акватория».

В кабинете СП стоял большой глобус, на котором очень наглядно с помощью большого транспортира можно было измерять расстояние между любыми пунктами на Земном шаре. Как-то на совещании, после подведения итогов по семьдесят четвёртой, стали обсуждать проблему лётных испытаний на полную дальность. Подойдя к глобусу, Королёв показал, что при стрельбе по акватории Тихого океана точки падения приходятся на район Гавайских островов. Участвовавший в совещании Г. А. Тюлин не упустил случая воспользоваться фронтовым жаргоном: «Это мы американцам можем такой шухер навести, что они будут вспоминать Пёрл-Харбор как золотые денёчки».
— Из воспоминаний Б. Е. Чертока
Необходимость применения плавучих измерительных комплексов выяснилась задолго до начала полётов Р-7. Её дальность, 8000 км, уже выходила за границу Камчатки. НИИ-4 начал поисковые работы по созданию плавучих средств ещё в 1956 году, работы возглавил заместитель начальника НИИ-4 по научной работе Георгий Александрович Тюлин.
Начальник НИИ-4 Андрей Илларионович Соколов и Георгий Александрович Тюлин в 1958 году лично убеждали министра судостроительной промышленности Бориса Евстафьевича Бутому в необходимости переоборудования уже построенных судов под корабли слежения за полётами ракет. Военно-морской флот предлагал для этого списанные крейсера проекта 68-бис.
Сотрудники НИИ-4 определили состав радиотехнических, оптических и гидроакустических корабельных средств для приёма информации о головных частях и определения точек падения в океан. В этот период в НИИ-4 был создан костяк будущего морского отдела, куда вошли Н. Г. Устинов, А. В. Лимановский, А. А. Балан, Ю. Е. Дежников и А. Г. Масюк, специалисты получили серьёзную подготовку для будущих работ по созданию новых кораблей Плавучего измерительного комплекса.
5 января 1959 года вышло Постановление ЦК КПСС и Совета Министров СССР, обязывающее Министерство судостроительной промышленности СССР переоборудовать гражданские суда по техническому заданию НИИ-4 в плавучие измерительные комплексы. В рекордно короткие сроки на Балтийском и Кронштадтском заводах три корабля «Сибирь», «Сахалин», «Сучан» оснастили аппаратурой телеметрии, гидроакустики и контроля орбиты. В состав аппаратуры вошли: радиолокационная станция траекторных измерений Кама-А, телеметрические станции БРС-1 и трал К2Н, фоторегистрирующая станция ФРС, станция спецконтроля автоматики боевого заряда РТС-СК, система единого времени «Бамбук», гидроакустическая станция ГИУ-ЗД.
Первый плавучий измерительный комплекс, состоящий из четырех кораблей приступил к выполнению поставленных задач под названием «4-я Тихоокеанская океанографическая экспедиция» (ТОГЭ-4).
26 июля 1959 года на кораблях проекта 1128 и 1129 был поднят флаг гидрографической службы ВМФ.
Четвёртый корабль проекта 1129 — «Чукотка» — первоначально был оборудован как судно-ретранслятор. В 1962 году он был ещё раз модернизирован, по проекту 1129Б, и стал полноправным кораблём измерительного комплекса.
Первые КИК были переоборудованы из польских рудовозов знаменитого польского инженера Адольфа Поляка серии В-31 и носили следующие названия:
- ЭОС «Сибирь» («Павлоград»), «Сахалин» («Пермь»), «Сучан» («Первоуральск») — проект 1128. «Сучан» в 1972 году переименован в «Спасск» (в связи с переименованием самого города Сучана, ставшего Партизанском). Эти три корабля образовали 1-й Плавучий измерительный комплекс МО СССР. Условно их называли «Бригада С».
- ЭОС «Чукотка»(«Прокопьевск»), проект 1129Б.

Первым командиром Плавучего измерительного комплекса Министерства Обороны СССР (ПИК МО СССР, войсковая часть 10573) назначен капитан 1 ранга, затем контр-адмирал Юрий Иванович Максюта. Его заместителем по специальным измерениям стал представитель НИИ-4 инженер-полковник Авраменко Владимир Александрович.
Первые командиры кораблей:
- «Сибирь», войсковая часть 30829, капитан 1 ранга Седов Валерий Александрович, заместитель по специзмерениям Бачурин Аркадий Петрович[6].
- «Сахалин», войсковая часть 53189, капитан 1 ранга Зонов Виктор Васильевич, заместитель по специзмерениям Карпухин Григорий Моисеевич.
- «Сучан/Спасск», войсковая часть 20326, капитан 1 ранга Васильков Павел Евгеньевич, заместитель по специзмерениям Лимановский Анатолий Валерианович.
- «Чукотка», войсковая часть 40170, капитан 3 ранга И. К. Пилипенко.

Соединение подчинялось Министерству обороны и базировалось на Камчатке (ныне в городе Вилючинске) под легендой прикрытия «ТОГЭ-4» (Тихоокеанская океанографическая экспедиция).
Первая боевая работа произошла 21-22 октября 1959 года, а первое испытание МБР на предельную дальность произошло 20 января 1960 года, о чём советские газеты известили мир сообщением ТАСС: «ТАСС уполномочен сообщить, что район Тихого океана … закрыт для плавания…».
На состоявшемся осенью 1961 года XXII съезде КПСС Никита Сергеевич Хрущёв посвятил кораблям часть своего отчётного доклада:

У нас созданы особо точное приборостроение, специальная металлургия, атомная, электронная и ракетная промышленность, реактивная авиация, современное судостроение, производство средств автоматики. Эти отрасли уже хорошо заявили о себе — и не только на земле, но и в космосе. Они надежно служат делу мира, делу обороны. Мы располагаем сейчас межконтинентальными баллистическими ракетами, зенитным ракетным вооружением, ракетами для сухопутных войск, авиации и Военно-Морских сил.
В печати опубликованы сообщения об испытаниях наших новых ракет, которые имеют дальность полёта 12 с лишним тысяч километров. В районе падения ракет стоят наши корабли и засекают, когда и с какой точностью ракета достигает заданного района. Мы получаем сообщения о том, что наши ракеты действуют с исключительной точностью.
Надо сказать, что в этом же районе находятся и американские корабли, которые тоже следят за полётом советских ракет. Американцы публикуют соответствующие данные о полётах наших ракет, и мы сверяем эти данные с нашими. Конечно, мы верим товарищам, которые находятся на наших кораблях. Но тут получается нечто вроде двойного контроля — и нашего и противника. (Аплодисменты).
Наши противники, — правда, мы хотели бы, чтобы они не были нашими противниками, но приходится считаться с природой империализма, — тоже подтверждают, что советские ракеты точно попадают в цель. Это хорошо. Мы и не сомневались в этом. (Аплодисменты).

12 апреля 1961 года корабли ТОГЭ-4 обеспечивали полёт Ю. А. Гагарина над акваторией Тихого океана.

## Командиры Плавучего измерительного комплекса Министерства Обороны СССР
Командиры ТОГЭ-4:
| 1959—1963 гг. | Контр-адмирал Юрий Иванович Максюта         |
| 1963-1968 гг. | Капитан 1 ранга Владимир Михайлович Новиков |
| 1968-1971 гг. | Капитан 1 ранга Виктор Дмитриевич Корытин   |
| 1971-1974 гг. | Капитан 1 ранга Энгельс Яковлевич Краснов   |

Командиры ТОГЭ-5:
| 1962—1971 гг. | Капитан 1 ранга Евгений Яковлевич Онищенко                                   |
| 1971-1974 гг. | Капитан 1 ранга Витольд Георгиевич Гатчинский (в дальнейшем — контр-адмирал) |

Командиры ОГЭ-5, 35 брКИК:
| 1974—1982 гг. | Контр-адмирал Энгельс Яковлевич Краснов      |
| 1982-1986 гг. | Капитан 1 ранга Константин Николаевич Трунин |
| 1986-1991 гг. | Капитан 1 ранга Юрий Алексеевич Каплин       |
| 1991-1994 гг. | Капитан 1 ранга Леонид Викторович Чебанов    |

## Заместители командира соединения по специальным измерениям
ТОГЭ-4:
- полковник Авраменко Владимир Александрович (1959—1961 гг.)
- капитан 1-го ранга Кефала Валерий Николаевич (1961—1964 гг.)
- капитан 1-го ранга Петров Анатолий Евгеньевич (1964—1967 гг.)
- капитан 1-го ранга Литвинов Владимир Сергеевич (1967—1974 гг.)

ТОГЭ-5:
- полковник Шмелёв Вячеслав Вениаминович (1963-67 гг.)
- капитан 2-го ранга Юрин Юрий Семенович (1967-72 гг.)

ОГЭ-5, 35 бригада КИК:
- капитан 1-го ранга Литвинов Владимир Сергеевич (1974—1985 гг.)
- капитан 1-го ранга Цирков Виктор Павлович (1985—1991 гг.)
- капитан 1-го ранга Демидов Леонид Евгеньевич. (1991—1994 гг.)
- капитан 2-го ранга Гаркавка Сергей Сергеевич (с 1994, заместитель командира 173 брРК по специзмерениям).

## Развитие
В 1963 году к ним прибавились корабли «Чумикан» (бывший рудовоз «Дудинка») и «Чажма» («Дангара») проекта 1130 и, таким образом, был создан 2-й Плавучий измерительный комплекс МО СССР — «Бригада Ч». Командиром ТОГЭ-5 (войсковой части 60111) назначен капитан 1 ранга Е. Я. Онищенко.
Первые командиры кораблей:
- «Чажма», войсковая часть 36083, капитан 1 ранга А. М. Калугин.
- «Чумикан», войсковая часть 42864, капитан 1 ранга А. И. Матвеев.

Службу измерений ТОГЭ-5 возглавил подполковник В. В. Шмелёв, а на кораблях — офицеры А. Я. Ривкин и Р. Х. Юлдашев.
В 1974 году, в связи с новыми задачами, ТОГЭ-4 и ТОГЭ-5 образовали Объединённую гидрографическую экспедицию ОГЭ-5, её командиром стал капитан 1 ранга (впоследствии контр-адмирал) Э. Я. Краснов.
В 1982 году управление ОГЭ-5 преобразовано в 35-ю бригаду кораблей измерительного комплекса.
С начала своей работы до конца жизни «Экспедиция» работала по Корабельному Уставу ВМФ СССР и, так называемому, «приказу 2-х Главкомов» — совместному организационному приказу Главкома ВМФ и Главкома РВСН СССР.
В 1984 году в строй вступил первый специально спроектированный, Центральным конструкторским бюро «Балтсудопроект», корабль КИК «Маршал Неделин» (проект 1914).
В 1989 году Военно-морской флот принял новый корабль «Маршал Крылов» проекта 1914.1. Таким образом, общее количество кораблей измерительного комплекса достигло восьми. Кроме того, 35-я бригада имела в своём составе два посыльных рейдовых катера и рейдовый буксир РБ-260.
Первые командиры кораблей:
- «Маршал Неделин», войсковая часть 20252, капитан 2 ранга О. Н. Моисеенко.
- «Маршал Крылов», войсковая часть 40754, капитан 1 ранга Ю. М. Пирняк.

Корабли участвовали в испытаниях всех типов советских МБР, ИСЗ и АМС, обеспечивали все отработочные и штатные околоземные и лунные полёты советских космических кораблей пилотируемых программ.
В 60-х годах личный состав кораблей участвовал в наблюдениях над высотными взрывами американского ядерного оружия.
В 1970 году КИК «Чумикан» был задействован в спасении терпящего бедствие американского пилотируемого космического корабля «Аполлон-13»,
в 1982-84 годах — в запусках советского аппарата-аналога космоплана БОР.
В 1988 году КИК «Маршал Неделин» был задействован в обеспечении полёта многоразового корябля-космоплана «Буран».
В 1993 году КИК «Маршал Крылов» исполнил основную роль в исторической миссии «Европа-Америка-500».
Военно-морской флот благодаря этим кораблям приобрёл уникальный опыт одиночного океанского плавания и дальней связи. На кораблях ПИК тренировались первые морские вертолётчики. Моряки ТОГЭ-4 и ТОГЭ-5 испытывали новые виды тропической формы одежды.
Соединение дало Военно-морскому флоту семь адмиралов, в том числе:
- Максюта, Юрий Иванович;
- Сергеев Василий Николаевич;
- Гатчинский Витольд Георгиевич;
- Краснов, Энгельс Яковлевич;
- Захаров Феликс Фёдорович;
- Новиков Владимир Михайлович.

В разное время указанные корабли носили различные открытые наименования классов:
- ЭОС (экспедиционно-океанографическое судно),
- ЭОК (экспедиционно-океанографический корабль),
- БПИК (большой поисково-измерительный корабль),
- ОИС (океанографическое-исследовательское судно),
- Судно связи (ССВ).

Существовала ещё одна группировка судов, которая замыкалась на Службу космических исследований отдела морских экспедиционных работ Академии Наук СССР, базировалась в Одессе и Санкт-Петербурге. Начало работы этих судов — 1960 год. Они образовали так называемый Морской космический флот.
Тем не менее, не стоит путать корабли измерительного комплекса, служащие для испытаний баллистических ракет, и суда телеметрического контроля, работающие по космическим аппаратам. В некоторых задачах, например, контроля параметров полёта космических аппаратов, они могут дублировать друг друга, но отдельные задачи кораблей измерительного комплекса были уникальными.
Никогда не принадлежал к классу кораблей измерительного комплекса и большой разведывательный корабль проекта 1941 «Урал».

## Новейшая история

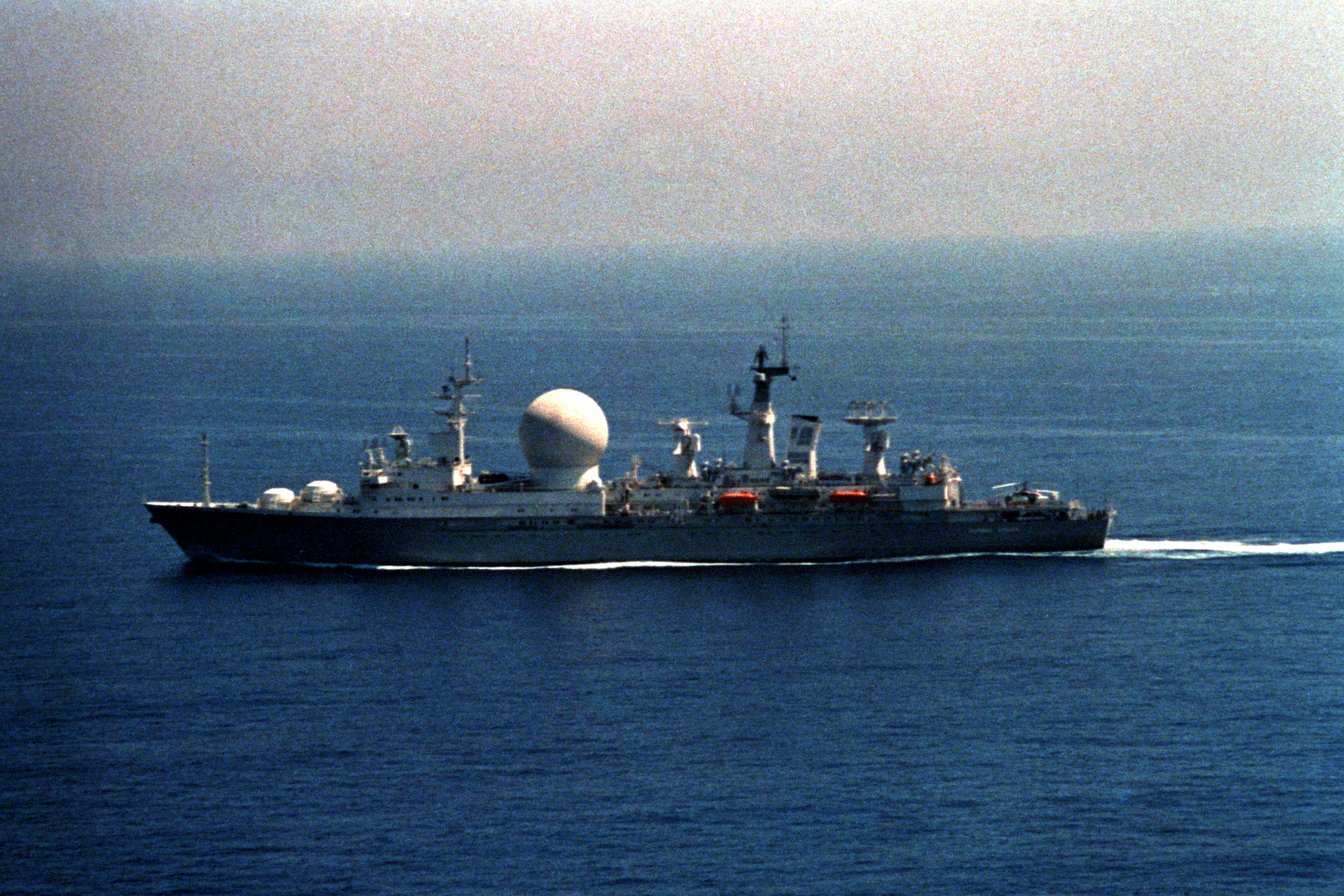
КИК «Маршал Крылов»

В начале 1990-х обстановка в стране значительно изменилась, что очень сильно коснулось Военно-морского флота. Из восьми кораблей измерительного комплекса было продано на металлолом семь кораблей; один из них, «Маршал Неделин», не прослужил при этом и десяти лет; после пяти лет эксплуатации он был поставлен в ремонт в «Дальзавод» и фактически разграблен. «Сахалин» ныне принадлежит Китайской Народной Республике. Третий корабль проекта 1914, «Маршал Бирюзов», был разрезан на стапеле.
«Маршал Крылов» занимался контролем параметров боевых блоков при пуске на предельную дальность в 2004 и в 2011 году (МБР «Тополь» и «Булава»).
Так, 27 августа 2011 с борта атомной подводной лодки «Юрий Долгорукий» был осуществлён шестнадцатый испытательный пуск межконтинентальной баллистической ракеты «Булава», осуществлённый на максимальную дальность полёта по прицельной точке в акватории Тихого океана; контроль за прибытием боевых блоков в заданную точку осуществлял «Маршал Крылов».
По состоянию на 2019 год, в России остался единственный корабль, способный работать с космическими объектами — «Маршал Крылов» проекта 1914.1, базируется во Владивостоке.
По сообщениям прессы, командование Тихоокеанского флота планирует переквалифицировать корабль в корабельный пункт управления.

## Перспективы
В России планируются к разработке новые средства для контроля за испытаниями иностранными государствами стратегического вооружения и систем ПРО. Аппаратура должна будет базироваться на судне-носителе, имеющем возможность работы в арктической зоне.
Комплекс национальных технических средств контроля испытаний элементов систем ПРО и стратегических вооружений иностранных государств будет предназначен для наблюдения за системами ПРО при пусках противоракет, при запусках баллистических ракет-мишеней, формировании сложной баллистической цели ракетой-мишенью, а также для оценки применения элементов систем ПРО. Кроме того, комплекс сможет контролировать пуски МБР, в том числе стартующих с подводных лодок, космических ракет-носителей, перспективных образцов стратегических вооружений иностранных государств, включая гиперзвуковые летательные аппараты, планирующие боеголовки, крылатые ракеты различных видов базирования, в том числе средств, разрабатываемых США в рамках концепции «быстрого глобального удара». Помимо этого, система сможет обеспечивать испытания отечественного ракетного оружия.
В качестве носителя аппаратуры планируется к разработке новое судно измерительного комплекса с неограниченным районом плавания и возможностью эксплуатации в арктических морях.
Предположительные характеристики судна:
- длина — 140 м,
- водоизмещение — 14 000 т,
- экипаж — 30 моряков ВМФ России и 105 человек специального персонала,
- автономность по запасам провизии — 120 суток,
- дальность плавания — не менее 10 000 морских миль.

Судно будет иметь архитектуру с носовым расположением жилой надстройки. Управление будет обеспечиваться двумя полноповоротными винторулевыми колонками и носовым подруливающим устройством. В кормовой части будет расположена вертолётная площадка и ангар.
Технико-тактическое и экономическое обоснование проекта, а также проект технического задания должны были быть готовы к концу ноября 2014 года. Заказчиком выступает Министерство обороны в лице Рособоронпоставки.
27.11.2015 года ЦКБ «Айсберг» разместило информацию о заседании совета директоров с повесткой дня: "Заключение договора между ОАО "ЦКБ «Айсберг» и ФГУП «Крыловский государственный научный центр» на выполнение составной части ОКР по теме «Участие в разработке эскизного проекта, выполняемого в рамках ОКР „Буер“, в части разработки технических предложений по созданию системы электродвижения (СЭД) для привода гребных винтов КИК проекта 18290».
Опытно-конструкторским работам присвоен шифр «Буер», а новому проекту — номер 18290.